# Alexandra Schiller (Schauspielerin, 1996)
Alexandra Milena Schiller (* 19. September 1996) ist eine deutsche Schauspielerin.

## Leben
Schiller besuchte ein Gymnasium in Jena. Am 8. Januar 2011 gab sie in der TV-Serie Schloss Einstein auf KI.KA ihr TV-Seriendebüt in der Hauptrolle Annika Schneeberger.

## Filmografie
- 2011–2012: Schloss Einstein (Fernsehserie)
- 2011: KI.KA-Live Schloss Einstein Backstage
- 2012: Schloss Einstein – Schule, Stars und Sterne (Sonderfolge)[2]